# جودی ایوانز
 جودی اوانس (انگلیسی: Judi Evans؛ زادهٔ ۱۲ ژوئیهٔ ۱۹۶۴) یک هنرپیشه اهل ایالات متحده آمریکا است. وی از سال ۱۹۸۳ میلادی تاکنون مشغول فعالیت بوده‌است.